# Jet City Woman
"Jet City Woman" pjesma je heavy/progresivnog metal sastava Queensrÿche, objavljena u kolovozu 1991. godine kao singl s četvrtog studijskog albuma Empire.
Pjesma govori o dolasku s kući s dugog putovanja. "Jet City" nadimak je za Seattle, rodni grad grupe. Pjesmu je nadahnula prva supruga pjevača Geoffa Tatea, koja je radila kao stjuardesa. Pjesma se također pojavljuje u videoigri Guitar Hero: Warriors of Rock.
Oko na omotu singla pripada glumcu Robu Findlayju.

## Popis pjesama
| 1.    | »Jet City Woman«              | 5:22 |
| 2.    | »Empire« (uživo)              | 5:30 |
| 3.    | »Walk in the Shadows« (uživo) | 3:46 |
| 14:38 |                               |      |

## Zasluge
Queensrÿche
- Geoff Tate – vokali
- Chris DeGarmo – gitara
- Michael Wilton – gitara
- Eddie Jackson – bas-gitara, prateći vokali
- Scott Rockenfield – bubnjevi

Ostalo osoblje
- Peter Collins – produciranje
- James Barton – miksanje